# Symmerista leucitys
Symmerista leucitys är en fjärilsart som beskrevs av John G. Franclemont 1946. Symmerista leucitys ingår i släktet Symmerista och familjen tandspinnare. Inga underarter finns listade i Catalogue of Life.